# Eleccions legislatives sueques de 1920
Les eleccions legislatives sueques del 1920 es van celebrar el setembre de 1920. La participació fou del 55,3%, i fou l'última votació en la que no votaren les dones. Els més votats foren els socialdemòcrates i Hjalmar Branting fou nomenat primer ministre de Suècia.

## Resultats
|                         |                                              |           |       |          |     |  |  |  |
| Partits                 | Partits                                      | Vots      | %     | Escons   | +/− |  |  |  |
|                         | Partit Socialdemòcrata (S)                   | 195.121   | 29,65 | 75 / 230 | 11  |  |  |  |
|                         | Lliga Electoral General (AV)                 | 183.019   | 27,81 | 71 / 230 | 14  |  |  |  |
|                         | Associació Nacional de Lliurepensadors (FL)  | 143.355   | 21,78 | 47 / 230 | 15  |  |  |  |
|                         | Lliga de Pagesos (B)                         | 52.318    | 7,95  | 20 / 230 | 9   |  |  |  |
|                         | Partit d'Esquerra Socialdemòcrata Suec (SVV) | 42.056    | 6,39  | 7 / 230  | 4   |  |  |  |
|                         | Unió Agrària Nacional (JR)                   | 40.623    | 6,17  | 10 / 230 | 5   |  |  |  |
|                         | Altres partits                               | 1.691     | 0,26  | 0 / 230  | =   |  |  |  |
|                         |                                              |           |       |          |     |  |  |  |
| Vots vàlids             | Vots vàlids                                  | 658.183   | 99,70 |          |     |  |  |  |
| Vots blancs i invàlids  | Vots blancs i invàlids                       | 2.011     | 0,30  |          |     |  |  |  |
| Total                   | Total                                        | 660.193   | 100   | 230      | =   |  |  |  |
| Abstenció               | Abstenció                                    | 532.729   | 44,66 |          |     |  |  |  |
| Inscrits / participació | Inscrits / participació                      | 1.192.922 | 55,34 |          |     |  |  |  |

## Font
- «Historisk statistik över valåren 1910-2006. Procentuell fördelning av giltiga valsedlar efter parti och typ av val - Statistiska centralbyrån».